# ميشيل كيلي
ميشيل كيلي (بالفرنسية: Michelle Kelly)‏ (و. 1974  م) هي متزلجة تزلج صدري كندية، ولدت في فورت سانت جون، كولومبيا البريطانية، شاركت في الألعاب الأولمبية الشتوية 2010، والألعاب الأولمبية الشتوية 2002.

## روابط خارجية
- ميشيل كيلي على موقع IBSF (الإنجليزية)
- ميشيل كيلي على موقع اللجنة الأولمبية الدولية (الإنجليزية)
- ميشيل كيلي على موقع أوليمبيديا (الإنجليزية)
- ميشيل كيلي على موقع اللجنة الأولمبية الكندية (الإنجليزية)